# جيم مكدونالد (سياسي)
جيم مكدونالد (بالإنجليزية: Jim McDonald)‏ هو سياسي أسترالي، ولد في 29 مايو 1967 في توومبا في أستراليا. حزبياً، نشط في الحزب الوطني الليبرالي في كوينزلاند. في 2017 Queensland state election ‏، انتخب عضو المجلس التشريعي ولاية كوينزلاند عن دائرة Electoral district of Lockyer ‏ (25 نوفمبر 2017 – ).